# Guanabano Alto
Guanabano Alto es un caserío peruano ubicado en el distrito de Frías, perteneciente a la provincia de Ayabaca del departamento de Piura, al norte del Perú.

## Ubicación
Guanabano Alto se ubica al suroeste de la provincia de Ayabaca, en el distrito de Frías, en el departamento de Piura.

## Demografía
En 2017 Guanabano Alto tenía una población de 248 habitantes.
| Gráfica de evolución demográfica de Guanabano Alto entre 1993 y 2017 |
|                                                                      |
| Fuentes: Población 1993 y 2017                                       |